# Kleomenes II.
Kleomenes II. (altgriechisch Κλεομένης Kleoménēs), König von Sparta, stammte aus dem Haus der Agiaden.
Er war Sohn Kleombrotos’ I. und Nachfolger seines Bruders Agesipolis’ II., der keine Nachkommen hinterließ. Söhne von Kleomenes II. waren Akrotatos und Kleonymos. Akrotatos, der ältere der beiden, starb vor seinem Vater, so dass dessen Sohn Areus und Enkel von Kleomenes II., diesem als König folgte.
Von Kleomenes’ 61 Jahren Herrschaft sind keine Aktivitäten bekannt. Gyrtias, die von Plutarch erwähnt wird, war entweder seine Mutter oder Schwiegermutter.